# ベネリ CB-M2
ベネリ CB-M2（英: Benelli CB-M2）は、イタリアのベネリ社が開発した短機関銃である。

## 概要
ベネリ社と、同じくイタリアのフィヨッキ社が共同で開発した弾頭と薬莢が一体成形となっており、ロケットの様に後方に燃焼ガスを噴出して飛翔する特殊なケースレス弾薬である9mm AUPO弾を使用する専用の短機関銃として設計されている。
作動方式としてはシンプルブローバック方式を採用しており、9mm AUPO弾の燃焼ガスを後方の射手に噴出させない様、バレル後端をボルト全体で完全にシール（閉鎖）する特殊な構造となっている。
しかし、この構造はシンプルブローバック方式にもかかわらず機構自体が複雑化し、通常の9x19mm パラベラム弾を使用する短機関銃以上の利点を見いだせず、開発計画自体が中止となった。